# Németh Alajos
Németh Alajos (gyakori becenevén Lojzi) (Budapest, 1956. október 20. –) Máté Péter-díjas magyar zeneszerző, dalszövegíró, hangmérnök, producer. Jazz tanszakra járt, basszusgitáron, nagybőgőn és szintetizátoron játszik.

## Magánélete
Testvérei közül Gábor ugyancsak zenész, Lujza pedig énektanár.
Háromszor házasodott. Első két felesége táncosnő volt. Első felesége (Marian) négy év (1979–1983) után vált el tőle, amikor külföldön kapott munkát, és kiköltözött Párizsba. Második feleségétől (Jolán, 1985 június–1993) született Angéla lánya, akit válásuk után a zenész nevelt fel. Harmadik, 2013-ban kötött házasságából (Katalinnal) pedig Nimród fia.

## Pályafutása
Gyermekként hegedülni tanult, mivel Gábor bátyja akkor már gordonkázott, Lujza nővére pedig zongorázott. A könnyűzenére áttérve basszusgitározni kezdett, amihez eleinte nem sok kedve volt, de a bátyja vezette amatőr együttesben az övé volt a szólógitáros posztja. A basszusgitárban rejlő lehetőségeket Orszáczky Jackie játékát hallva ismerte fel, és ezután hangszeres tudását a Zeneakadémia Bartók konzervatóriumának jazz tanszakán fejlesztette. Ott ismerkedett meg a kor meghatározó zenészeivel.
Mindössze 17 és fél éves volt, amikor Berki Tamás meghívta az Interbrass együttesbe, ahol egy évet játszott (1974–1975).
1975-ben hívta meg Török Ádám a Mini együttesbe, és máig úgy véli, hogy az ott töltött négy év (1979-ig) volt életének legfelhőtlenebb korszaka.
1979-ben alapító tagként lépett a KISZ Központi Bizottsága által supergroupnak szervezett Dinamit együttesbe, ahol három évet játszott (1982-ig)
1982-ben került basszusgitárosként az akkor még Nagy Feró vezette Bikini együttesbe. Fokozatosan vált az együttes zenei főszereplőjévé dalaival és szövegeivel. Apránként a stúdiófelvételeket irányító producer munkáját is átvette. A Bikinit egyszer feloszlatta, majd újraalapította. Jelenleg is ott játszik.
Harmadik házasságkötése után, 2015-ben Sóhajok lépcsőháza címmel készítette el első szólólemezét, amellyel saját szavai szerint „egész Erdélynek szerelmet akart vallani”.
2022 óta az Artisjus elnöke.
2024-ben A DAL egyik zsűritagja.

## Elismerései
- Artisjus-díj (2007, 2013) – Őrzöm a lángot című nagylemeze 2007-ben az év rockalbuma lett.[4]
- Fonogram – Magyar Zenei Díj (2008)
- A Magyar Érdemrend lovagkeresztje (2013)[7]
- Máté Péter-díj (2019)[8]